# 蒼樹梅
蒼樹梅（1981年8月3日—），日本女性漫畫家、插畫家、同人作家。出身於兵库县，成長於福冈县。血型是AB型。身高145cm。以四格漫畫為主。
2011年憑借《魔法少女小圓》獲得Newtype×Machi★Asobi動畫獎「人物設計獎」。

## 作品

### 漫畫
- 向陽素描（芳文社《Manga Time Kirara Carat》）
- 諸葛瑾（貓貓軟體公式網站内、用其他作家和交替擔任）
- 笑顔ふたつ（史克威爾艾尼克斯『月刊Gangan WING』2005年7月号付錄）
- 正窗所对（芳文社《Mange Time Kirara Marino》）
- 微熱空間（白泉社《樂園》）
- あ!にばーさりー（ASCII Media Works《笑園漫畫大王》10周年紀念Mook《大阪萬博》所收）

### 插畫
- 『ef - a fairy tale of the two.』第9話預告插畫
- 『俗・絕望先生』第12話片尾曲插畫
- 『造夢同人誌』第11話預告插畫
- 『神薙』動畫第5話片尾曲插畫
- 『瑪莉亞狂熱』第7話片尾曲插畫
- 練馬産業大学落語研究会『ヲタク落語』第四集〜第七集 CD封面
- 『神薙』
- Comic Market75目錄封面插畫
- 『夏日風暴！』第9話片尾曲插畫
- 『我的妹妹哪有這麼可愛！』第6話片尾曲插畫
- ClariS『コネクト』藝人宣傳圖
- 『要聽爸爸的話！』第9話片尾插畫
- 『偽戀』第14話片尾插畫
- 『如果折斷她的旗』第11話片尾插畫
- 『幸腹塗鴉』第11話片尾插畫
- 『3月的獅子』第18話片尾插畫

### 其他
- 魔法少女小圓（原作、人物原案、第1〜2話（BD/DVD第1卷收錄版）片尾插畫、第9話（BD/DVD第5卷收錄版）片尾插畫、第12話片尾插畫、BD/DVD付送小冊子四格漫畫）
- 劇場版 魔法少女小圓（人物原案）
  - ［前篇］起始的物語
  - ［後篇］永遠的物語
  - ［新篇］叛逆的物語
  - 〈瓦爾普吉斯之迴天〉
- 魔法紀錄 魔法少女小圓外傳（人物原案）

## 註解
1. ↑  . 2007-06-14  [2011-06-03]. （原始内容存档于2007-06-16）.，以當時住家前的梅樹為筆名。
2. ↑  《向陽素描》單行本中的作者介紹。

## 外部連結
- apricot+ 蒼樹うめ 公式サイト （页面存档备份，存于） （日語）
- *apricot days* (fc2) （页面存档备份，存于） （日語） - 新ブログ（2004年12月29日 - ）
- aokiume的X（前Twitter） （日語） （2010年4月14日 5:59 - ）　※ UTC表記。
- Webだよ。第67回：蒼樹うめ先生，存于 （日語）
- ぷらちな Drawing with Wacom 010 蒼樹うめインタビュー （页面存档备份，存于） （日語）
- *apricot days* (goo) （页面存档备份，存于） - 旧ブログ（2004年12月29日 - 2010年4月17日） （日語）